# Etión
Etión es un insecticida y acaricida organofosforado utilizado desde la década de los 50. El etión puro es un líquido incoloro a amarillento con un olor parecido al del azufre. No existe en forma natural en el medio ambiente y solo puede ser obtenido de manera sintética. Es utilizado en la agricultura principalmente para controlar insectos en árboles de frutas cítricas (como limones, naranjas, etc.) aunque también se puede utilizar en cultivos de algodón, otros árboles frutales y nueces, así como en algunas hortalizas. También se puede usar en pasto. El etión puede afectar al sistema nervioso de las personas que están expuestos a él como es el caso de los trabajadores en donde se produce este pesticida, los aplicadores del mismo o incluso puede llegar a ser ingerido en frutas o verduras en las que haya sido aplicado. La exposición a altas cantidades de etión puede producir náusea, sudor, diarrea, pérdida del control de la vejiga, visión borrosa, temblores musculares o dificultad para respirar. No se sabe todavía si este producto puede llegar a producir cáncer.